# Камедь

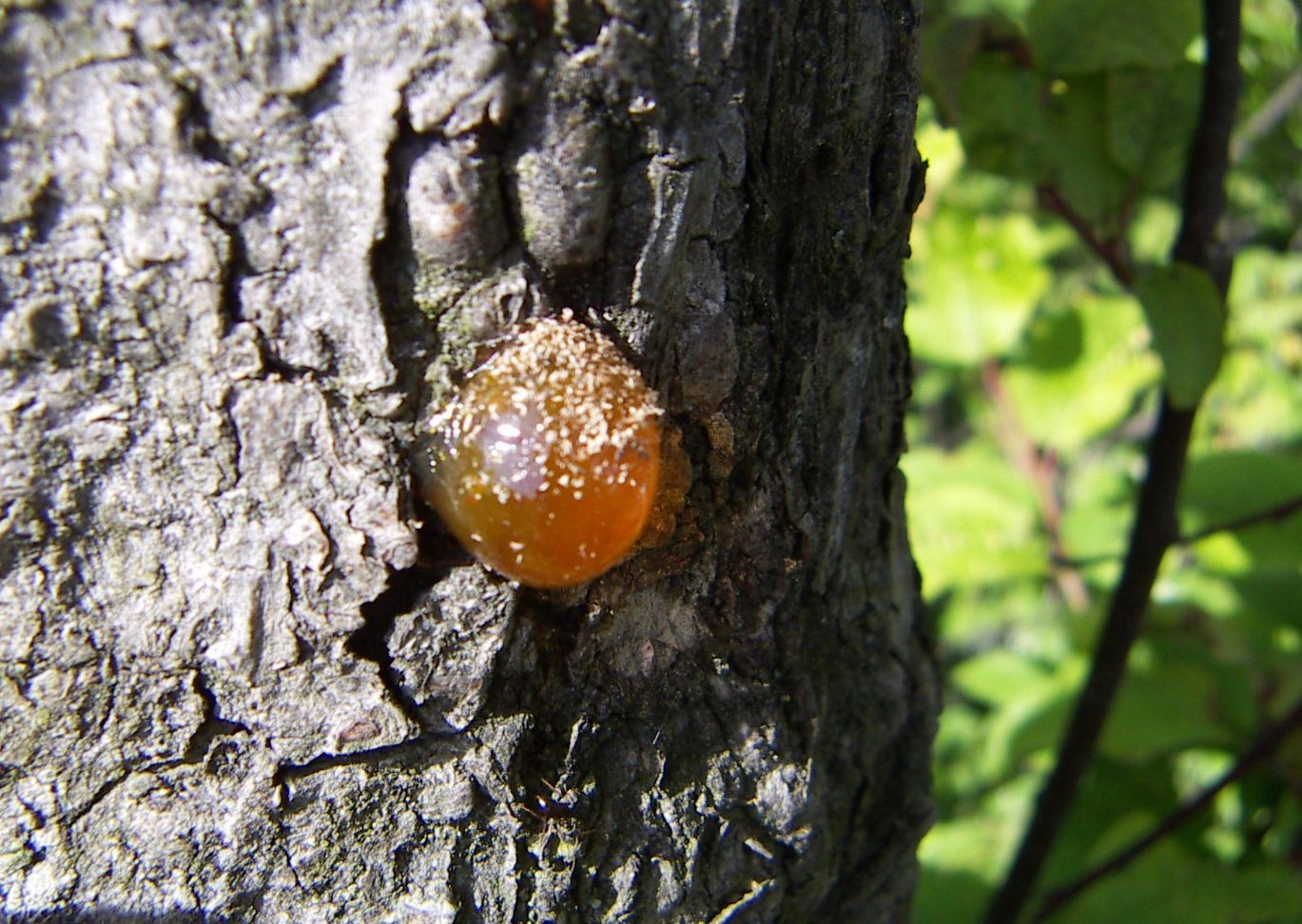
Камедь на сливі

Каме́дь або гу́мі (від грец. κομμίδιον, κόμμι) — густий сік, затверділі виділення слизистих вуглеводистих речовин (полісахариди), які виступають у деяких рослин, на поверхню кори при її пошкодженні. Цей технічний термін охоплює різноманітні водорозчинні високополімерні речовини — аравійську камедь (гуміарабік), трагакант, а також велику кількість природних смол: елемі, манільський і занзибарський копал, чикл та інші. Камедь рослин підродини мигдалеві (вишні, черешні, сливи) також відома як «ґлей» (слово споріднене з клей).
Їх використовують у текстильній промисловості, медицині, харчовій та ін. промисловості, та як канцелярський клей. Трагакант використовують як клей при завертці сигар з листового тютюну. Камеді здатні викликати велику в'язкість навіть при малих концентраціях.

## Види камеді
- Камедь ріжкового дерева
- Вівсяна камедь
- Гуарова камедь
- Гуміарабік (Гумі арабік — арабська камедь; аравійська камідь) — камідь аравійських видів акацій.
- Ксантанова камедь — камедь кукурудзяного цукру.
- Чикл — основа для жувальної гумки, отримана з дерев роду Manilkara.
- Копал
- Караї камедь
- Тари камедь
- Геланова камедь
- Елемі
- Трагакант
- Каніфоль